# Katarzyna Pawłowska
Katarzyna Pawłowska (Przygodzice, Gran Polònia, 16 d'agost de 1989) és una ciclista polonesa que combina la carretera amb la pista. En el seu palmarès destaquen els dos Campionats del món en Scratch i un en Puntuació. Actualment milita a l'equip Boels-Dolmans.

## Palmarès en pista
- 2012
  -  Campiona del món en Scratch
- 2013
  -  Campiona del món en Scratch
  - Campiona de Polònia en Persecució
  - Campiona de Polònia en Òmnium
- 2015
  -  Campiona d'Europa en Puntuació
- 2016
  -  Campiona del Món en Puntuació

### Resultats a laCopa del Món en pista
- 2012-2013
  - 1a a la Classificació general i a la prova d'Aguascalientes, en Persecució
  - 1a a la Classificació general i a la prova d'Aguascalientes, en Puntuació
- 2013-2014
  - 1a a Guadalajara, en Òmnium

## Palmarès en ruta
- 2012
  -  Campiona de Polònia en ruta
- 2013
  -  Campiona de Polònia en contrarellotge
  - 1a al Tour féminin en Limousin i vencedora de 2 etapes
  - Vencedor d'una etapa al Tour de Bretanya
- 2016
  - 1a a l'Open de Suède Vårgårda TTT
  - Vencedor de 2 etapes al Tour de l'Ardecha
- 2017
  -  Campiona de Polònia en contrarellotge
  - Vencedor de 2 etapes al Tour de l'Ardecha